# Don't Cry〜もう悲しみを許そうか
「Don't Cry〜もう悲しみを許そうか」（ドント・クライ もうかなしみをゆるそうか）は、2010年10月より配信がスタートした鈴木雅之2曲目の配信限定シングル。

## 解説
- BS朝日開局10周年記念連続ドラマ『刑事定年』主題歌。
- 2010年11月30日までPC配信企画のみmoraダウンロードから無料で壁紙がプレゼントされた。
- アルバム『Open Sesame』において初パッケージ化されたが、こちらはアルバムヴァージョンでの収録となっており、本項の配信限定バージョンは未だパッケージ化はされていない。

## 収録曲
1. Don't Cry〜もう悲しみを許そうか
  - 作詞：松井五郎　作曲：橘哲夫　編曲：清水信之